# 45 км (зупинний пункт, Південно-Західна залізниця)
45 кілометр — пасажирський зупинний пункт Київської дирекції Південно-Західної залізниці на лінії Київ-Деміївський — Миронівка між станціями Трипілля-Дніпровське (4 км) та Расава (20 км). Розташований у селі Трипілля Обухівського району Київської області.

## Історія
Зупинний пункт утворений 1983 року під час прокладання залізниці Київ — Миронівка. Електрифікований змінним струмом (~25кВ) в складі дільниці Трипілля-Дніпровське — Миронівка у 1986 році.

## Пасажирське сполучення
На зупинному пункті 45 км зупиняються приміські електропоїзди сполученням Київ-Пасажирський — Миронівка.